# Зніт вузьколистий
Зніт вузьколи́стий, іван-чай (Epilobium angustifolium, syn. Chamerion angustifolium) — багаторічна рослина родини онагрових. Медоносна, харчова, лікарська, танідоносна, волокниста, олійна, кормова, фітомеліоративна і декоративна культура.

## Назва
Наукова латинська назва Epilobium angustifolium походить від грецьких слів «epi» — «на», «lobium» — «стручок», та латинських «angus» — вузький і «folium» — «листок». У 1980-х роках українську назву «іван-чай» було замінено на хаменерій та хамерій як транслітерацію встановленої латинської родової назви Chamaenerium та Chamerium відповідно. Ю. Кобів у 2004 році повернув у науковий обіг «іван-чай вузьколистий». Однак у подальшому Flora Europaea перейшла на Epilobium angustifolium, залишивши Chamaenerion angustifolium (L.) Scop. та Chamerion angustifolium у статусі синонімів (L.) Holub, тому прийнятою українською назвою виду стала «зніт вузьколистий».
Місцеві назви — босятник, вербличка, густівник, дикий льон, димник, дремуха, знітинник, кипрій, кирпиць, низелоза, плакун, сирнячка, хвостач, юрик та ін..

## Опис
Трав'яниста рослина заввишки 50-150 см, з товстим повзучим кореневищем, що має додаткові бруньки. Кореневища сягають 1 метра в довжину і більше, особливо в затінених місцях, де він менше цвіте. Стебло прямостояче, циліндричне, слаборозгалужене, голе, густо улиснене. Листки чергові, сидячі або на дуже коротких чершках, ланцетні, середніх розмірів (50-120 мм завдовжки, 7-20 мм завширшки), загострені, майже цілокраї, зверху темно-зелені, зісподу світло-зелені, матові. Жилки добре помітні.
Суцвіття — верхівкова китиця завдовжки 10-15 см. Квітки великі, пурпурові, неправильні, роздільнопелюсткові, з подвійною оцвітиною. Чашечка глибокочотирироздільна, трохи темніша від віночка. Віночок великий, пелюсток 4-5, вони пурпурово-червоні, рідше блідо-рожеві або білі, оберненояйцеподібні, 12-15 мм завдовжки, при основі звужені в нігтик. Тичинок 8 (4 з них короткі, а 4 довгі). Маточка 1: зав'язь нижня, стовпчик дугоподібнозагнутий донизу, приймочка чотирироздільна, з довгими відхиленими лопатями.
Плід — довгаста, стручкоподібна, коротко запушена коробочка, 90 мм завдовжки, що розкривається чотирма стулками. В ній містяться численні довгасто-овальними насінини, що мають чубок з довгих білих волосків.
Цвітіння триває з червня по вересень. Розмножується насінням та вегетативно: додатковими бруньками, що утворюються на кореневищах.

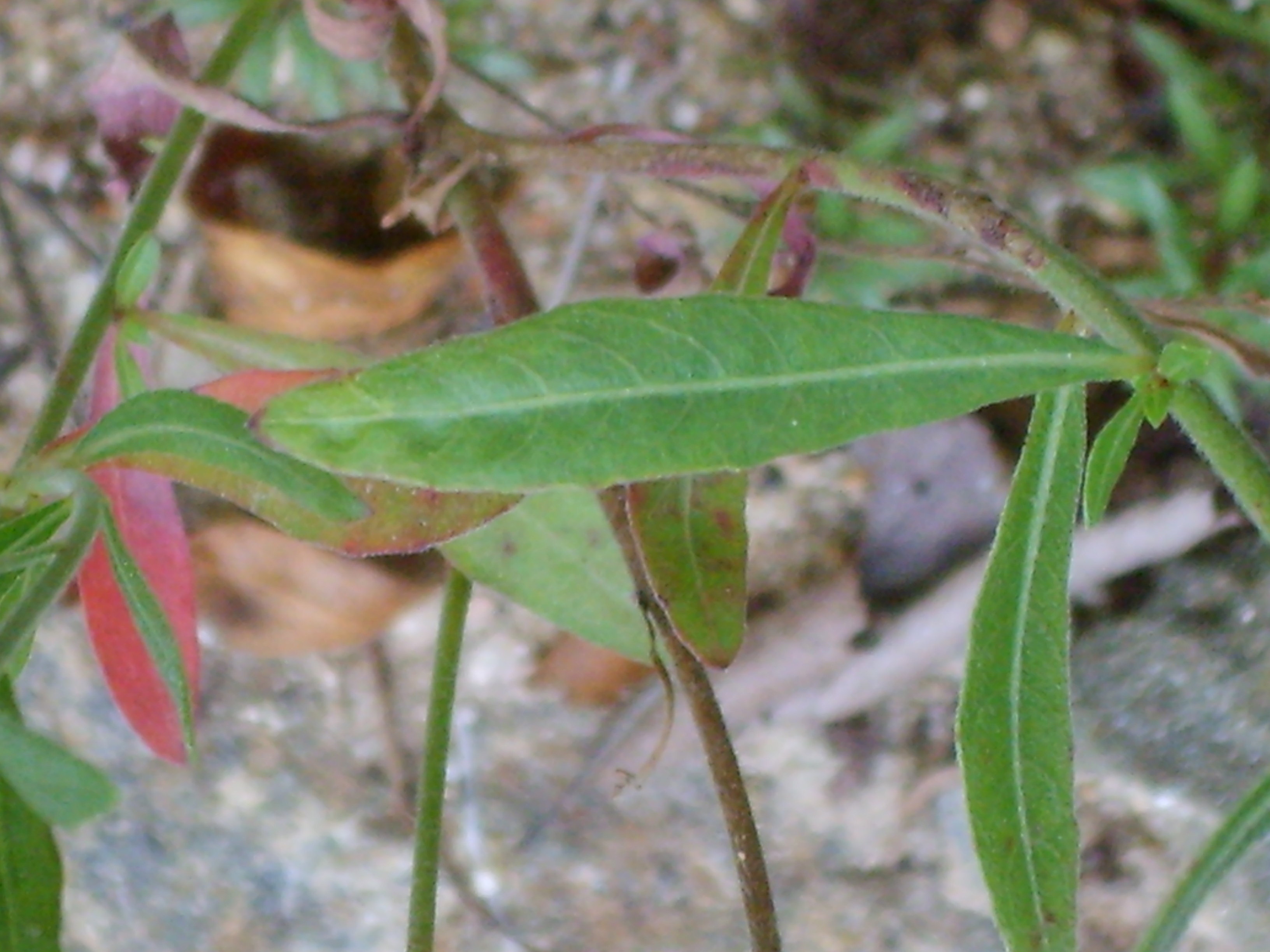
Листок
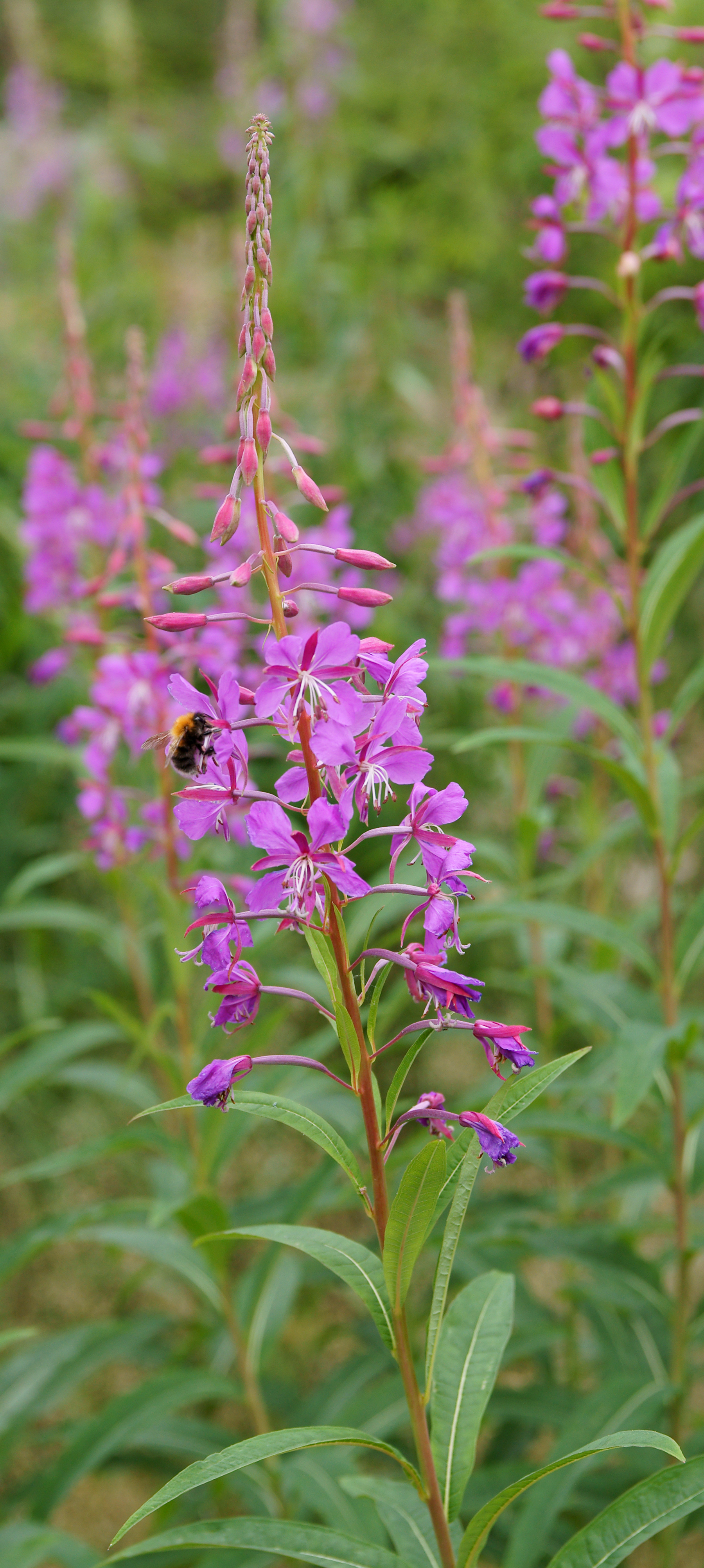
Суцвіття
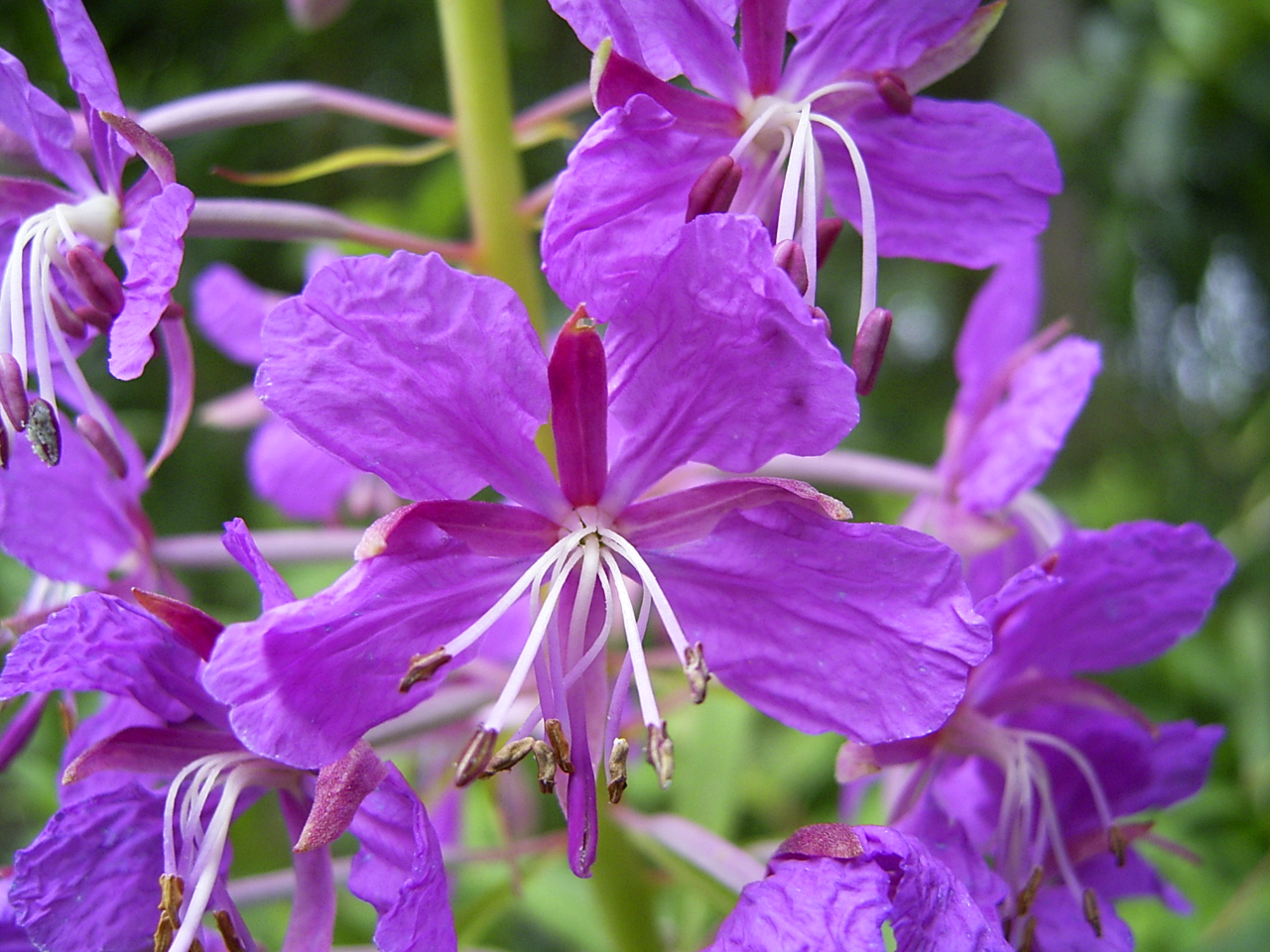
Квітка великим планом
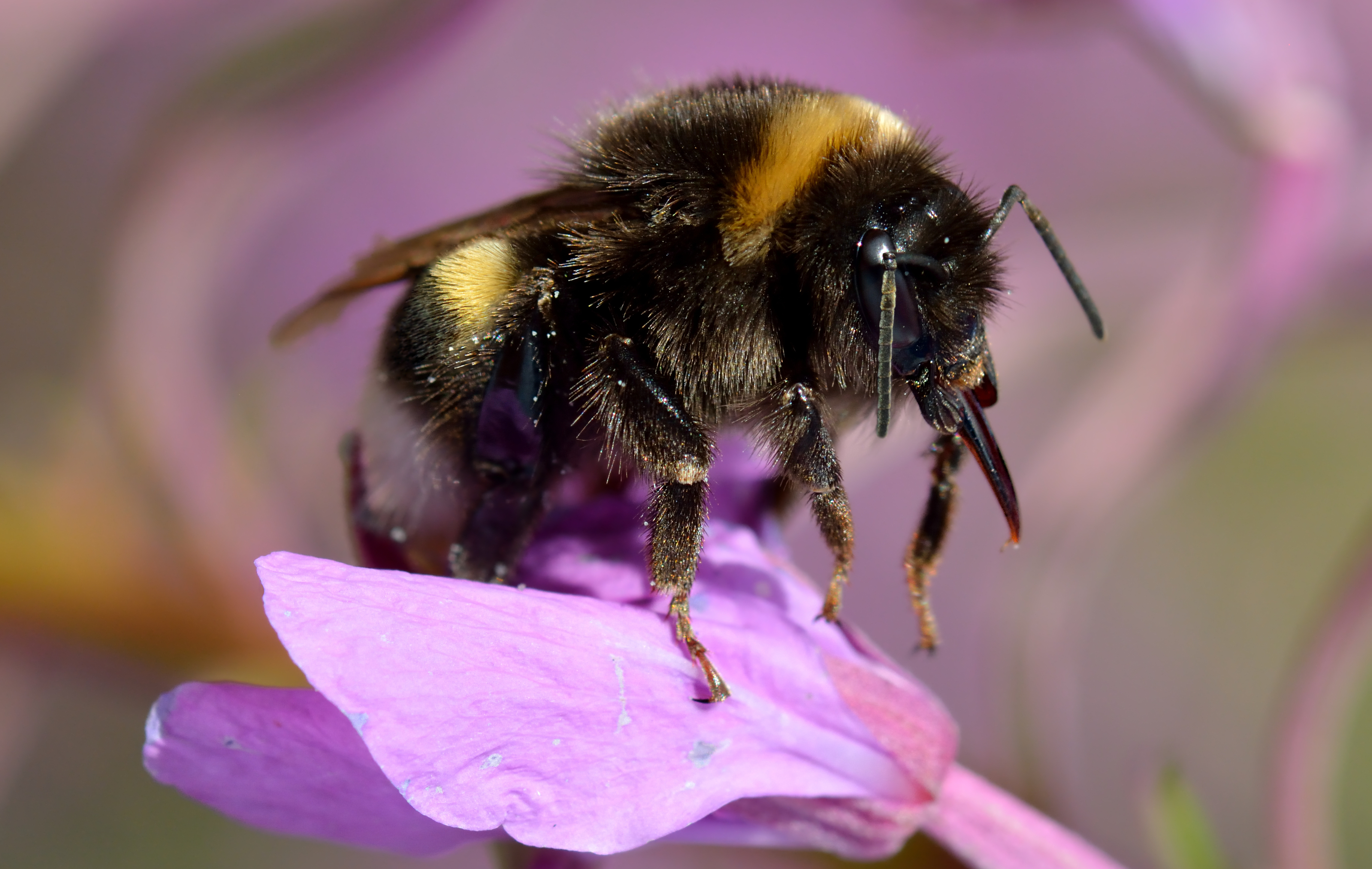
Квітка великим планом
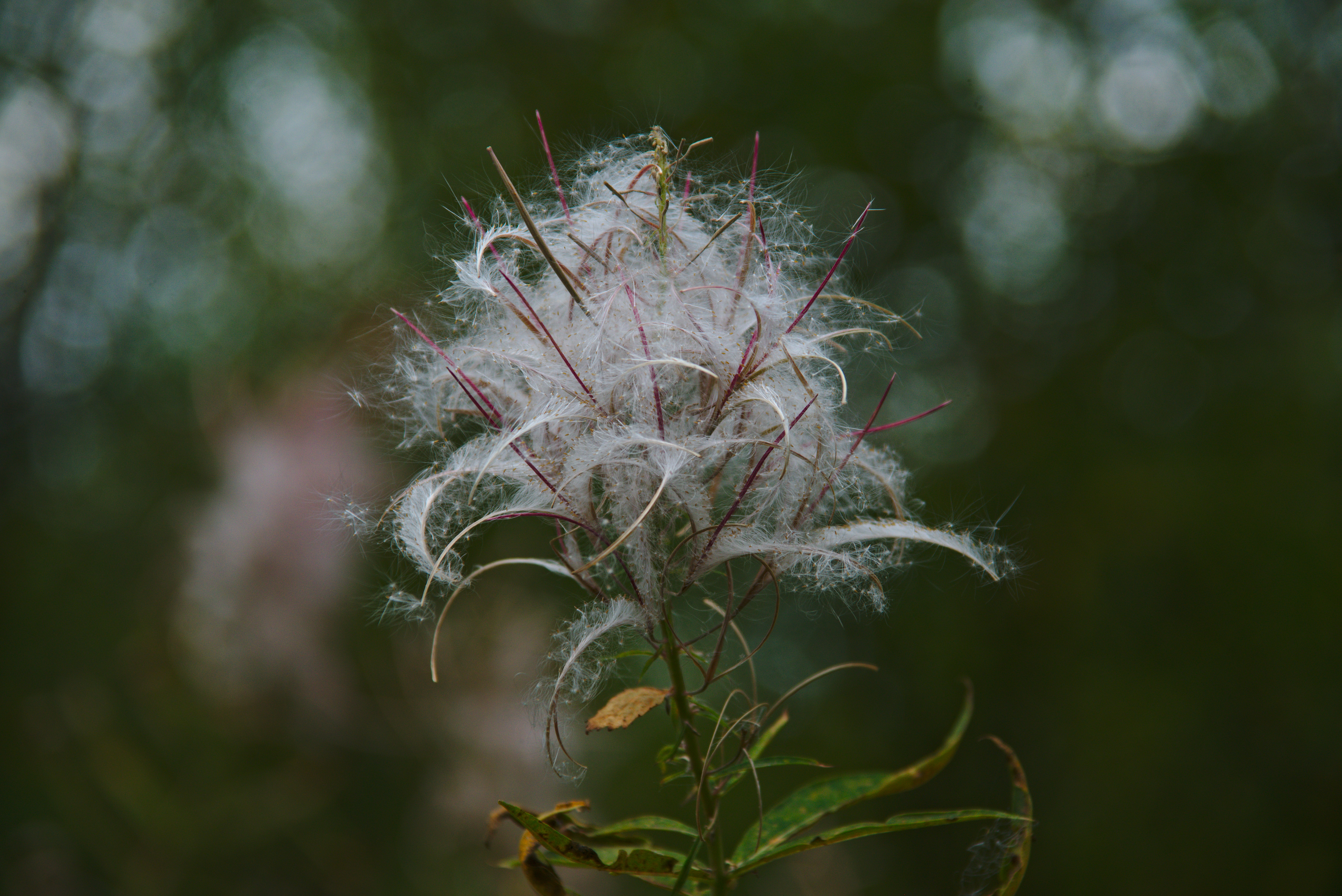
Плоди
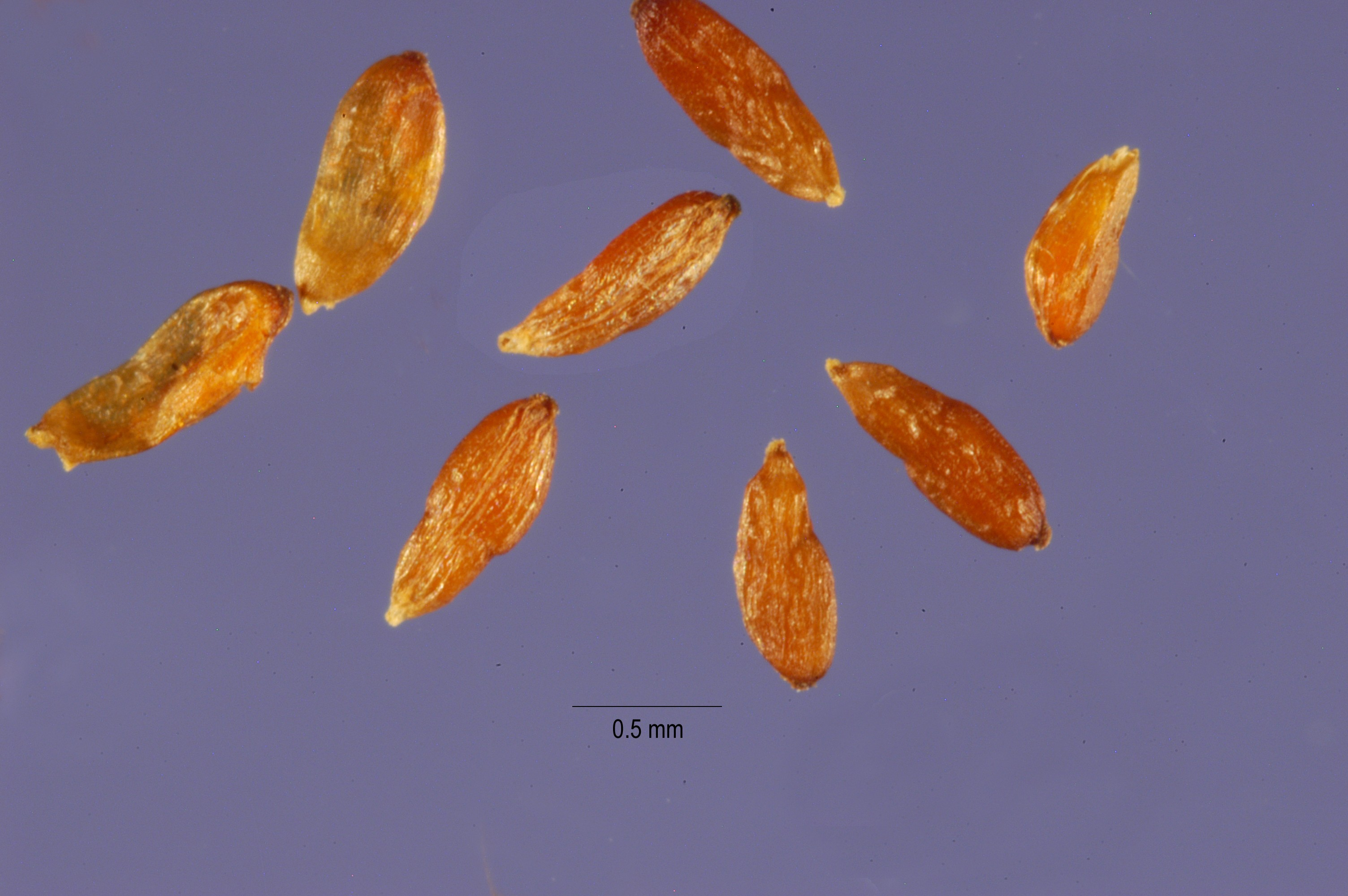
Насіння

## Поширення
Росте в усій Україні в листяних і мішаних лісах та на відкритих просторах. Світлолюбна рослина. Рясно поселяється і росте на лісових зрубах, згарищах, галявинах, просіках, поблизу доріг, на сухих горбах, сухих піщаних місцях.
Зніт одним з перших оселяється на вирубках. Під його пологом створюється затінок, нагромаджується волога, і тут починають рости інші рослини. Добрий медонос. Заготовляють у всій Україні.

## Екологія

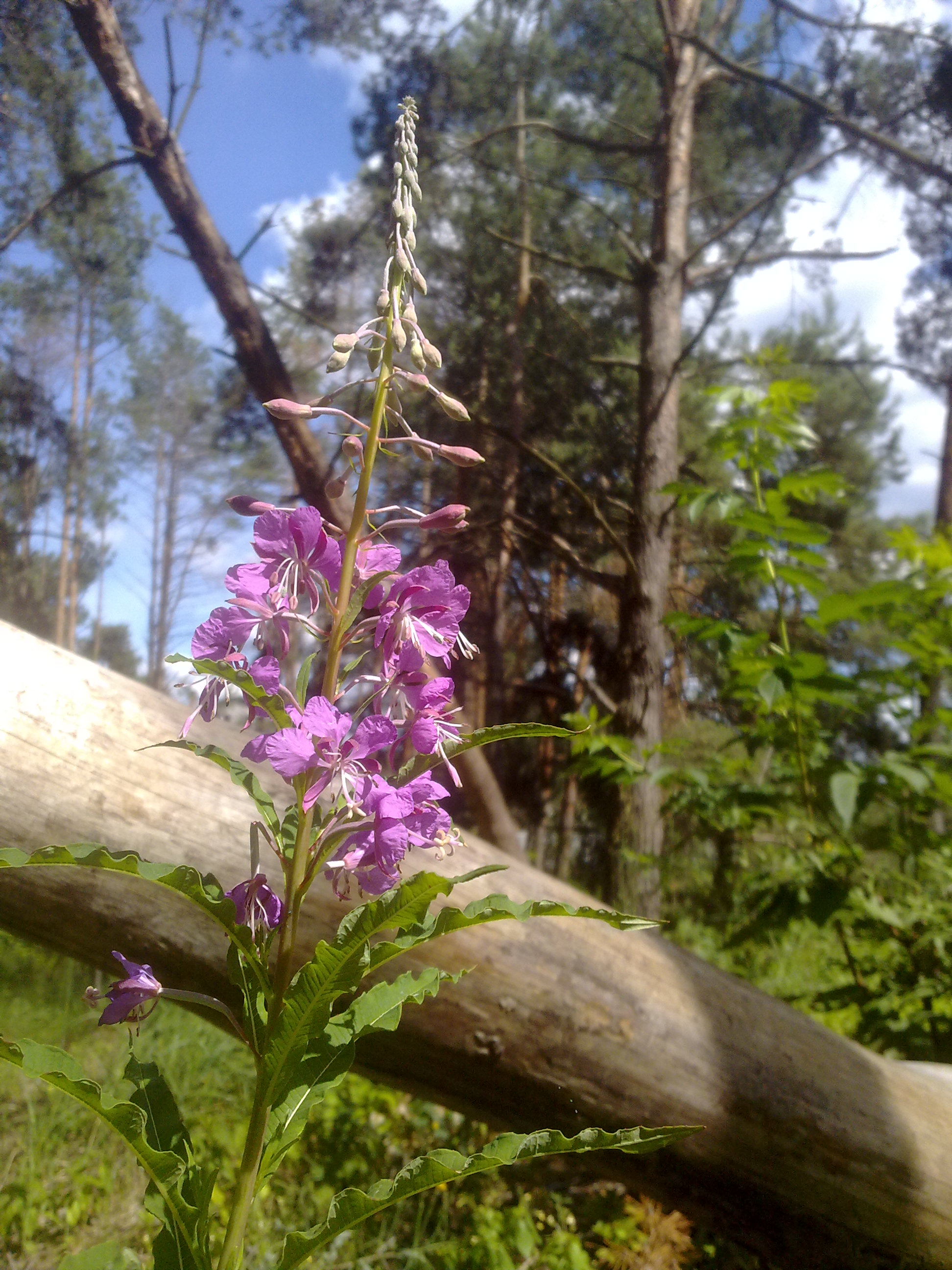
Зніт вузьколистий на сосновій вирубці на півночі України

Суцвіття добре помітні здалеку, приваблюють комах. Але не всі вони можуть поласувати нектаром. Від мух та інших дрібних комах він надійно захищений тичинковими нитками і трьома волосинками на стовпчику маточки. Дістають нектар лише бджоли, які й запилюють рослину. Квітки у суцвітті розкриваються поступово, починаючи знизу. Уночі і на дощ вони закриваються і поникають, захищаючи пиляки і маточку від зволоження.
Зніт вузьколистий — рослина-годинник: його квітки завжди відкриваються о 6—7-й годині ранку..

## Застосування

### В харчуванні
Дуже добрий літній медонос, у Карпатах забезпечує продуктивний взяток. Нектар легко доступний для комах, містить від 12 до 72 % цукрів (в середньому 50 %), причому в ньому переважають глюкоза і фруктоза. Медопродуктивність становить 500—600 кг з гектара. Теплого погожого дня одна бджолина сім'я під час інтенсивного цвітіння іван-чаю може принести у вулик 12 кг меду. Пилконос. З оболонок пилку бджоли виробляють багато клею (прополісу). Мед з іван-чаю прозорий, трохи зеленкуватий, а закристалізований — білий, у вигляді снігових крупинок, часом у вигляді салоподібної маси; при нагріванні стає жовтим; має ніжний аромат і приємний смак, може використовуватись у якості чаю.
Листки зніту містять від 98 до 388 мг % вітаміну С. Їх споживають у їжу як капусту, роблять салат або пюре. Висушене листя йде на виготовлення сурогату чаю. Корені використовують як овочі. На Кавказі з них виготовляють борошно, яке при зброджуванні дає спиртовий напій, а також придатне для випікання хліба. Молоді кореневі паростки і пагони іван-чаю вживають відвареними, як спаржу, а також замість капусти.
Кореневища зніту солодкі, їх їдять сирими і вареними. Крім того, у насінні міститься 40-45 % жирної харчової олії. Для приготування борошна кореневище заготовляють восени, коли вжовкне й почне підсихати надземна частина рослини. Його очищають, ріжуть на невеликі шматки, які замочують у воді, щоб прибрати дубильні речовини. Потім сушать і товчуть у ступі. Борошно з кореневища додається до зернового під час випікання хліба. З нього можна виготовляти коржики та печиво.

### В медицині
У народній медицині використовують листя для загоювання ран, від болю голови, золотухи, як обволікаючий і протизапальний засіб. Лікувальні властивості іван-чаю зумовлені наявністю дубильних речовин у листках (14,8-20 %), стеблах (2,7-5,7 %) і в кореневищах (4,8-5,9 %). У листках, крім того, містяться слиз (до 15 %) та алкалоїди (0,1 %).
Листя збирають у період цвітіння, сушать у тіні або на горищах з гарною вентиляцією, розстеливши шаром 5-7 см на папері або тканині.

### В промисловості
Луб'яні волокна стебла можна використовувати для виготовлення мішковини, мотузок.

### В озелененні
Як декоративну рослину зніт рекомендують висаджувати в парках і лісопарках на вогких місцях, на берегах водойм і струмків. Він придатний для закріплення ґрунту, укосів, ярів, залізничних і шосейних насипів.
На Придеснянській дослідній станції з боротьби з ерозією ґрунтів і в Карпатах ведуться роботи із введення іван-чаю в культуру. Досліди показали, що це цінна кормова і ґрунтозахисна рослина. В культурі на порівняно родючих орних ґрунтах іван-чай сягає 2 м заввишки і утворює на 1 га до 700 ц зеленої маси, а у посушливі роки до 300 ц, в Карпатах — 180—360, в окремі роки 580 ц. Зелену масу в фазі пуп'янків охоче їдять свині, вівці, кози, а суху масу — кролики. Великій рогатій худобі іван-чай дають у суміші із злаками і бобовими. Зелена маса придатна для виготовлення силосу й сіна. У фазі пуп'янків вона містить 89,5 — 156 мг% каротину, 12,77-14,1 % протеїну, 2,03-3,66 % жиру, 19,25-17,93 % клітковини.

## Синоніми
| - Chamaenerion angustifolium (L.) Scop. - Chamaenerion angustifolium (L.) Schur - Chamaenerion angustifolium var. abbreviatum Lunell - Chamaenerion angustifolium var. album Yue Zhang & J.Y.Ma - Chamaenerion angustifolium var. canescens (Alph.Wood) Britton - Chamaenerion angustifolium f. leiostylum Berlin - Chamaenerion angustifolium f. pubescens (Hausskn.) Kitag. - Chamaenerion angustifolium var. spectabile Simmons - Chamaenerion denticulatum Schur - Chamaenerion spicatum (Lam.) Gray - Chamaenerion spicatum f. alba Cockerell - Chamerion angustifolium (L.) Holub - Chamerion angustifolium var. canescens (Alph.Wood) N.H.Holmgren & P.K.Holmgren - Chamerion angustifolium f. pleniflorum (Nakai) Yonek. - Epilobium angustifolium var. abbreviatum (Lunell) Munz - Epilobium angustifolium subsp. albiflorum Dumort. - Epilobium angustifolium f. albiflorum E.L.Rand & Redfield - Epilobium angustifolium subsp. angustifolium - Epilobium angustifolium var. angustifolium - Epilobium angustifolium f. angustifolium - Epilobium angustifolium var. canescens Alph.Wood - Epilobium angustifolium var. macrophyllum Fernald | - Epilobium angustifolium var. pleniflorum Nakai - Epilobium angustifolium f. spectabile (Simmons) Fernald - Epilobium antonianum Pers. - Epilobium brachycarpum Leight. - Epilobium difforme Gilib. - Epilobium elatum Munro ex Hausskn. - Epilobium gesneri Vill. - Epilobium gracile Brügger - Epilobium latifolium Matt. - Epilobium latifolium F.W.Schmidt - Epilobium leiostylon Peterm. - Epilobium macrocarpum Steph. - Epilobium montanum Hacq. - Epilobium neriifolium H.Lév. - Epilobium persicifolium Vill. - Epilobium rubrum Lucé - Epilobium salicifolium Stokes - Epilobium spicatum Lam. - Epilobium spicatum f. albiflorumBritton - Epilobium variabile Lucé - Epilobium verticillatum Ten. - Pyrogennema angustifolium Lunell |